# Saint-Gingolph (Alta Saboia)
Saint-Gingolph é uma comuna francesa na região administrativa de Auvérnia-Ródano-Alpes, no departamento da Alta Saboia. Estende-se por uma área de 7.33 km². Em 2010 a comuna tinha 867 habitantes (densidade: 118,3 hab./km²).
Localiza-se na margem ocidental do Lago Léman, de frente para a comuna homônima situada na Suíça, com quem até 1569 formou uma comunidade unida.